# Championnats sportifs européens 2018
Navigation
Édition suivante
Les championnats sportifs européens 2018, première édition des championnats sportifs européens, se déroulent du 2 au 12 août 2018 à Glasgow et Édimbourg (pour le plongeon), en Écosse, au Royaume-Uni et du 6 au 12 août à Berlin, en Allemagne.
Ils consistent en l'organisation concomitante dans ces mêmes villes des championnats d'Europe d'aviron 2018, des championnats d'Europe de cyclisme 2018, des championnats d'Europe de golf par équipes 2018, des championnats d'Europe de gymnastique artistique 2018, des championnats d'Europe de natation 2018 et des championnats d'Europe de triathlon 2018 ainsi que des championnats d'Europe d'athlétisme 2018, ces derniers organisés à Berlin.

## Programme
Le programme original est publié en février 2017,, puis mis à jour en juin 2017 sur la base des billets de Glasgow,, et de nouveau en mars 2018 lorsque le programme de Berlin est annoncé.
| ● | Compétitions | 1 | Nombre de médailles d'or attribuées |

| Août                     | Août                     | 2 Jeu | 3 Ven | 4 Sam | 5 Dim | 6 Lun | 7 Mar | 8 Mer | 9 Jeu | 10 Ven | 11 Sam | 12 Dim | Nombre de médailles d'or attribuées |
| ------------------------ | ------------------------ | ----- | ----- | ----- | ----- | ----- | ----- | ----- | ----- | ------ | ------ | ------ | ----------------------------------- |
| Athlétisme               | Athlétisme               |       |       |       |       | ●     | 7     | 5     | 6     | 9      | 11     | 12     | 50                                  |
| Sports aquatiques        | Natation sportive        |       | 4     | 6     | 6     | 6     | 6     | 6     | 9     |        |        |        | 72                                  |
| Sports aquatiques        | Plongeon                 |       |       |       |       | 1     | 2     | 2     | 2     | 2      | 2      | 2      | 72                                  |
| Sports aquatiques        | Natation artistique      |       | 2     | 1     | 1     | 2     | 3     |       |       |        |        |        | 72                                  |
| Sports aquatiques        | Eau libre                |       |       |       |       |       |       | 2     | 2     |        | 1      | 2      | 72                                  |
| Cyclisme                 | Piste                    | ●     | 6     | 4     | 4     | 4     | 4     |       |       |        |        |        | 30                                  |
| Cyclisme                 | Route                    |       |       |       | 1     |       |       | 2     |       |        |        | 1      | 30                                  |
| Cyclisme                 | VTT                      |       |       |       |       |       | 2     |       |       |        |        |        | 30                                  |
| Cyclisme                 | BMX                      |       |       |       |       |       |       |       |       | ●      | 2      |        | 30                                  |
| Golf                     | Golf                     |       |       |       |       |       |       | ●     | ●     | ●      | 1      | 2      | 3                                   |
| Gymnastique artistique   | Hommes                   |       |       |       |       |       |       |       | ●     |        | 1      | 6      | 12                                  |
| Gymnastique artistique   | Femmes                   | ●     |       | 1     | 4     |       |       |       |       |        |        |        | 12                                  |
| Aviron                   | Aviron                   | ●     | ●     | 9     | 8     |       |       |       |       |        |        |        | 17                                  |
| Triathlon                | Triathlon                |       |       |       |       |       |       |       | 1     | 1      | 1      |        | 3                                   |
| Total des médailles d'or | Total des médailles d'or |       | 12    | 21    | 24    | 13    | 24    | 17    | 20    | 12     | 19     | 25     | 187                                 |
| Total cumulé             | Total cumulé             |       | 12    | 33    | 57    | 70    | 94    | 111   | 131   | 143    | 162    | 187    | 187                                 |

## Participants
| - Albanie - Allemagne - Andorre - Arménie - Autriche - Azerbaïdjan - Belgique - Biélorussie - Bosnie-Herzégovine - Bulgarie - Chypre - Croatie - Danemark | - Espagne - Estonie - Finlande - France - Géorgie - Gibraltar - Grèce - Hongrie - Îles Féroé - Irlande - Islande - Israël - Italie | - Kosovo - Lettonie - Liechtenstein - Lituanie - Luxembourg - Macédoine du Nord - Malte - Moldavie - Monaco - Monténégro - Norvège - Pays-Bas - Pologne | - Portugal - Tchéquie - Roumanie - Royaume-Uni - Russie - Saint-Marin - Serbie - Slovaquie - Slovénie - Suède - Suisse - Turquie - Ukraine |
| Autres | | | |
| - Athlètes neutres autorisés | | | |

## Tableau des médailles
Chaque discipline sportive possède son propre classement de médailles mais ce tableau total est celui qui permet l'attribution du Trophée des Championnats sportifs européens à la meilleure équipe. En athlétisme, la Russie n'est pas représentée en tant qu'équipe ; le tableau n'inclut donc pas les médailles obtenues par des Russes en athlétisme, qui concourent comme athlètes neutres autorisés. Le 12 août 2018, la Russie remporte néanmoins le Trophée, en devançant la Grande-Bretagne et l’Italie.
- Classement au 12 août[8]

- Pays organisateurs (Grande-Bretagne et Allemagne)

| Rang  | Nation          | Or  | Argent | Bronze | Total |
| ----- | --------------- | --- | ------ | ------ | ----- |
| 1     | Russie          | 31  | 19     | 16     | 66    |
| 2     | Grande-Bretagne | 26  | 26     | 22     | 74    |
| 3     | Italie          | 15  | 17     | 28     | 60    |
| 4     | Pays-Bas        | 15  | 15     | 13     | 43    |
| 5     | Allemagne       | 13  | 17     | 23     | 53    |
| 6     | France          | 13  | 14     | 15     | 42    |
| 7     | Pologne         | 9   | 6      | 6      | 21    |
| 8     | Ukraine         | 8   | 13     | 5      | 26    |
| 9     | Suisse          | 8   | 4      | 7      | 19    |
| 10    | Hongrie         | 7   | 4      | 4      | 15    |
| 11    | Belgique        | 6   | 5      | 8      | 19    |
| 12    | Suède           | 6   | 3      | 2      | 11    |
| 13    | Norvège         | 5   | 2      | 1      | 8     |
| 14    | Grèce           | 4   | 3      | 2      | 9     |
| 15    | Biélorussie     | 4   | 2      | 3      | 9     |
| 16    | Espagne         | 3   | 6      | 10     | 19    |
| 17    | Roumanie        | 3   | 4      | 3      | 10    |
| 18    | Portugal        | 2   | 2      | 0      | 4     |
| 19    | Croatie         | 2   | 1      | 0      | 3     |
| 20    | Danemark        | 1   | 4      | 2      | 7     |
| 20    | Lituanie        | 1   | 4      | 2      | 7     |
| 22    | Turquie         | 1   | 3      | 2      | 6     |
| 23    | Irlande         | 1   | 1      | 2      | 4     |
| 24    | Islande         | 1   | 1      | 0      | 2     |
| 24    | Israël          | 1   | 1      | 0      | 2     |
| 26    | Tchéquie        | 0   | 3      | 1      | 4     |
| 27    | Autriche        | 0   | 1      | 3      | 4     |
| 28    | Slovénie        | 0   | 1      | 1      | 2     |
| 29    | Azerbaïdjan     | 0   | 1      | 0      | 1     |
| 29    | Bulgarie        | 0   | 1      | 0      | 1     |
| 29    | Slovaquie       | 0   | 1      | 0      | 1     |
| 32    | Arménie         | 0   | 0      | 1      | 1     |
| 32    | Estonie         | 0   | 0      | 1      | 1     |
| 32    | Finlande        | 0   | 0      | 1      | 1     |
| Total | Total           | 186 | 185    | 184    | 555   |

## Sites de compétitions

### Glasgow(Royaume-Uni)
La majorité des sites de ces premiers Championnats européens sont situés dans la ville de Glasgow et ses alentours :
- Tollcross International Swimming Centre : natation
- Loch Lomond : natation en eau libre
- Scotstoun Sports Campus : natation synchronisée
- Vélodrome Chris Hoy : cyclisme (piste)
- Rues de Glasgow : cyclisme (route)
- Cathkin Braes Mountain Bike Trails : cyclisme (VTT)
- Glasgow BMX Centre : cyclisme (BMX)
- Strathclyde Country Park : aviron et triathlon
- SSE Hydro : gymnastique
- PGA Centenary Course, Gleneagles : golf
- Royal Commonwealth Pool (Édimbourg) : plongeon

### Berlin(Allemagne)
- Stade olympique : athlétisme

## Droits télévisés
La plupart des diffuseurs de ces championnats européens font partie de l'UER, partenaire de l'événement. 
| Pays                    | Diffuseur                               |
| ----------------------- | --------------------------------------- |
| Albanie                 | RTSH                                    |
| Autriche                | ORF                                     |
| Biélorussie             | BTRC                                    |
| Belgique                | RTBF (francophone) VRT (néerlandophone) |
| Bulgarie                | BNT                                     |
| Croatie                 | HRT                                     |
| Chypre                  | CyBC                                    |
| République tchèque      | CR                                      |
| Danemark                | DR et TV2                               |
| Estonie                 | ERR                                     |
| Finlande                | Yle                                     |
| France                  | France Télévisions                      |
| Allemagne (pays hôte)   | ARD & ZDF                               |
| Royaume-Uni (pays hôte) | BBC                                     |
| Grèce                   | ERT                                     |
| Hongrie                 | MTVA                                    |
| Islande                 | RUV                                     |
| Irlande                 | RTE                                     |
| Israël                  | Sport 5                                 |
| Italie                  | Rai                                     |
| Lettonie                | LTV                                     |
| Lituanie                | LRT                                     |
| Pays-Bas                | NPO                                     |
| Norvège                 | NRK                                     |
| Pologne                 | TVP                                     |
| Portugal                | RTP                                     |
| Roumanie                | TVR                                     |
| Russie                  | Match!                                  |
| Serbie                  | RTS                                     |
| Slovaquie               | RTVS                                    |
| Slovénie                | RTVSLO                                  |
| Espagne                 | TVE                                     |
| Suède                   | SVT & TV4                               |
| Suisse                  | SSR SSG                                 |
| Turquie                 | TRT                                     |
| Ukraine                 | NTU                                     |

| Région                | Diffuseur    |
| --------------------- | ------------ |
| Asie/Pacifique        | Eurosport    |
| Amérique du Nord      | FloSports    |
| Amérique latine       | Claro Sports |
| Afrique subsaharienne | Fox Sports   |
| Europe                | Eurosport    |